# Gallon Reef
Gallon Reef är ett rev på Stora barriärrevet i Australien.   Det ligger utanför Kap Yorkhalvöns östkust i delstaten Queensland.